# دشتک سفلی (مانه)
دشتک سفلی، روستایی در دهستان عشق‌آباد بخش مرکزی شهرستان مانه در استان خراسان شمالی ایران است.

## جمعیت
بر پایه سرشماری عمومی نفوس و مسکن در سال ۱۳۹۵، جمعیت این روستا برابر با ۵۹۷ نفر (۱۲۸ خانوار) بوده‌است.